# هربرت توماس جونسون
هربرت توماس جونسون (بالإنجليزية: Herbert Thomas Johnson)‏ هو عسكري أمريكي، ولد في 27 يناير 1872 في برادفورد في الولايات المتحدة، وتوفي في 4 نوفمبر 1942 في مونبلييه في الولايات المتحدة.